# Shala
Shala est une déesse de la Mésopotamie antique, sans doute originaire des régions de l'ouest, en Syrie ou peut-être plus précisément en pays hourrite.
Il s'agit d'une divinité associée à l'agriculture, son symbole étant l'épi d'orge. De plus, elle était la parèdre de dieux de la fertilité, en premier lieu Adad le Dieu de l'Orage puis plus tard Dagan, dieu de la végétation. Toujours dans le même champ de compétences, Shala semble liée à la constellation de la Vierge, qui pour les Mésopotamiens était la constellation de l'Épi.
D'après des textes d'incantation, elle est la mère du dieu du Feu, Girra/Gibil.